# Třída Miura
Třída Miura byla třída tankových výsadkových lodí japonských námořních sil sebeobrany. Celkem byly postaveny tři jednotky této třídy. Námořnictvo je provozovalo v letech 1975–2001.

## Pozadí vzniku
Tři jednotky této třídy postavila japonská loděnice Ishikawajima-Harima Heavy Industries v Tokiu.
Jednotky třídy Miura:
| Jméno             | Zahájení stavby    | Spuštěna        | Vstup do služby | Status                   |
| ----------------- | ------------------ | --------------- | --------------- | ------------------------ |
| Miura (LST-4151)  | 26. listopadu 1973‎ | 13. srpna 1974  | 25. ledna 1975  | Vyřazen 7. dubna 2000.   |
| Ojika (LST-4152)  | 10. června 1974    | 4. září 1975    | 22. března 1976 | Vyřazen 10. srpna 2001.  |
| Sacuma (LST-4153) | 26. května 1975    | 12. května 1976 | 17. února 1977  | Vyřazen 28. června 2002. |

## Konstrukce

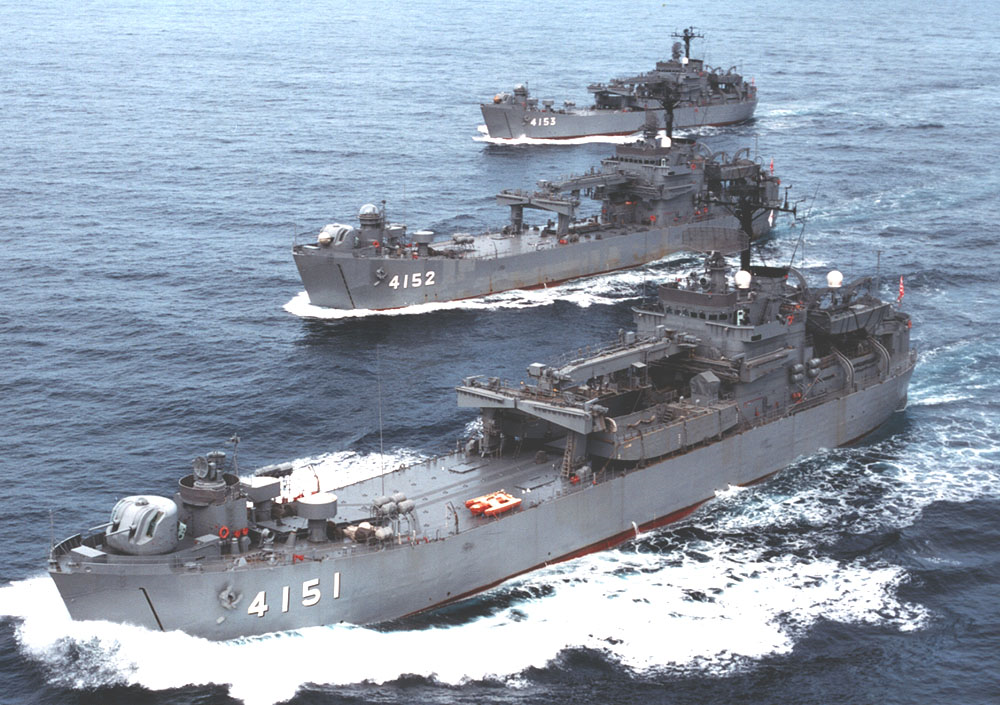
Výsadkové lodě třídy Miura

Plavidlo mělo kapacitu až 1800 tun nákladu (např. až 10 tanků) a 200 vojáků. Vozidla jej opouštěla příďovou rampou a dále byly využívány dva pěchotní vyloďovací čluny LCVP a dva střední LCM(6). Obrannou výzbroj tvořily dva 76mm kanóny a dva 40mm kanóny. Pohonný systém tvořily dva diesely Kawasaki-MAN V8V22/30AMTL o výkonu 4400 hp, pohánějící dva lodní šrouby. Nejvyšší rychlost dosahovala 14 uzlů.